# Campeonato Sul-Americano de Atletismo de 1929
O Campeonato Sul-Americano de Atletismo de 1929 foi organizado pela CONSUDATLE na cidade de Lima, no Peru. Foram disputadas 23 provas com a presença de três nacionalidades.

## Medalhistas

### Masculino
| Evento                  | Ouro                         | Ouro       | Prata                              | Prata   | Bronze                            | Bronze |
| ----------------------- | ---------------------------- | ---------- | ---------------------------------- | ------- | --------------------------------- | ------ |
| 100 metros              | Hernán Spinassi · Argentina  | 10.7       | Carlos Bianchi Lutti · Argentina   |         | Juan Carlos Ure Aldao · Argentina |        |
| 200 metros              | Hernán Spinassi · Argentina  | 21.9       | José Vicente Salinas · Chile       |         | Juan Carlos Ure Aldao · Argentina |        |
| 400 metros              | José Vicente Salinas · Chile | 49.0       | Santiago Hintze · Argentina        | 49.4    | Ernesto Riveros · Chile           |        |
| 800 metros              | Leopoldo Ledesma · Argentina | 1:55.2     | Hermenegildo Del Rosso · Argentina |         | Ernesto Medel · Chile             |        |
| 1 500 metros            | Leopoldo Ledesma · Argentina | 4:01.0     | Ernesto Medel · Chile              |         | Roger Ceballos · Argentina        |        |
| 3 000 metros            | Belisario Alarcón · Chile    | 8:51.0     |                                    |         |                                   |        |
| 3 000 metros por equipe | Argentina                    |            | Chile                              |         |                                   |        |
| 5 000 metros            | Belisario Alarcón · Chile    | 15:44.8    | Lindor Pizarro · Chile             |         | Pedro Pérez · Chile               |        |
| 10 000 metros           | José Ribas · Argentina       | 32:10.4    | Fernando Cicarelli · Argentina     |         | Juan Bravo · Chile                |        |
| 110 metros barreiras    | Valerio Vallanía · Argentina | 15.3       | Alfredo Ugarte · Chile             | 15.4    | Evaristo Gomes · Peru             |        |
| 400 metros barreiras    | Pedro Gálvez · Peru          | 55.2       | Juan Acosta · Argentina            | 55.4    | Juan Figueiras · Argentina        |        |
| 4×100 metros estafetas  | Argentina                    | 42.2       | Peru                               | 43.2    | Chile                             |        |
| 4×400 metros estafetas  | Chile                        | 3:22.4     | Argentina                          |         | Peru                              |        |
| Salto em altura         | Valerio Vallanía · Argentina | 1.80       | Luis Garay · Chile                 | 1.80    | Pablo Riesen · Argentina          | 1.75   |
| Salto à vara            | Diego Pajmaevich · Argentina | 3.80       | Adolfo Schlegel · Chile            | 3.70    | Alfredo Escobedo · Argentina      | 3.70   |
| Salto em comprimento    | Juan Moura · Chile           | 6.87       | Pedro Aizcorbe · Argentina         | 6.74    | Carlos Butti · Argentina          | 6.63   |
| Salto triplo            | Luis Brunetto · Argentina    | 14.77      | Ricardo Mendiburo · Chile          | 14.45   | Pedro Aizcorbe · Argentina        | 14.27  |
| Arremesso de peso       | Kurt Pollack · Chile         | 13.23      | Héctor Benapres · Chile            | 12.77   | Guillermo Otto · Chile            | 12.64  |
| Lançamento de disco     | Héctor Benapres · Chile      | 41.64      | Pedro Elsa · Argentina             | 41.44   | Arístides Domínguez · Argentina   | 40.63  |
| Lançamento do martelo   | Federico Kleger · Argentina  | 49.57      | Alfredo Wismer · Argentina         | 46.55   | Ricardo Bayer · Chile             | 46.42  |
| Lançamento do dardo     | Tomás Medián · Chile         | 53.31      | Antonio Medvesigh · Argentina      | 51.76   | F. Vega · Chile                   | 49.52  |
| Decatlo                 | Héctor Berra · Argentina     | 6511.34    | Santiago León Amatrián · Argentina | 6264.33 | Fernando Primard · Chile          | 6075   |
| Corta-Mato              | Belisario Alarcón · Chile    | 33/36:16.0 | Arturo Velert · Argentina          |         | Fernando Cicarelli · Argentina    |        |

## Quadro de medalhas
| Ordem | País      | Medalha de ouro | Medalha de prata | Medalha de bronze | Total |
| ----- | --------- | --------------- | ---------------- | ----------------- | ----- |
| 1     | Argentina | 13              | 12               | 10                | 35    |
| 2     | Chile     | 9               | 9                | 9                 | 27    |
| 3     | Peru      | 1               | 1                | 2                 | 4     |

Legenda
| Recorde mundial       | Recorde mundial (World record)               |                       | Recorde africano                      | Recorde africano (African) |                                           | Q | Classificado por posição (Qualified) |
| Recorde do campeonato | Recorde do campeonato (Championship record)  | Recorde da América    | Recorde da América (Americas)         | q                          | Classificado por melhor tempo (Qualified) |   |                                      |
| Melhor marca do ano   | Melhor marca do ano (World leading)          | Recorde asiático      | Recorde asiático (Asian)              | DNS                        | Não largou (Did not start)                |   |                                      |
| Recorde nacional      | Recorde nacional (National record)           | Recorde europeu       | Recorde europeu (European)            | DNF                        | Não terminou (Did not finish)             |   |                                      |
| Recorde pessoal       | Recorde pessoal do atleta (Personal best)    | Recorde da Oceania    | Recorde da Oceania (Oceania)          | DSQ / DQ                   | Desclassificado (Disqualified)            |   |                                      |
| Recorde da temporada  | Recorde da temporada do atleta (Season best) | Recorde sul-americano | Recorde sul-americano (South America) | NM                         | Sem marca (No mark)                       |   |                                      |